# Carmen Boza
Carmen Boza Tomillero est une chanteuse et guitariste espagnole de pop.

## Biographie
Elle commence sa carrière musicale en publiant des vidéos sur YouTube. C'est à partir de là qu'elle gagne progressivement en notoriété lorsqu'elle télécharge une vidéo de son morceau Cartas desde el círculo polar sur le réseau social Tuenti, qui compte plus de 200 000 vues. À partir de ce moment-là, sa musique commence à être jouée dans de petites salles de concerts d'auteurs-compositeurs-interprètes, telles que : Sala La botica, Sala PayPay, Sala Galileo Galilei, tout en donnant des concerts dans les salles de la Fnac.
En 2011, elle sort son premier album intitulé Lapislázuli, composé de onze chansons, produit avec la collaboration de Román Méndez, batteur de Miss Cafeína. En 2011, elle sort son premier album intitulé Lapislázuli.
En 2015, elle sort son deuxième album intitulé La Mansión de los espejos. Pour ce faire, la chanteuse lance elle-même une campagne de financement participatif qui rencontre un grand succès auprès de ses fans, puisque des 10 000 euros qu'elle demandait initialement, elle en obtient trois fois plus,.
En 2018, elle sort son troisième album intitulé La caja negra. Sa nouvelle œuvre est composée de neuf chansons composées, produites et arrangées par elle-même, avec Román Méndez à la batterie et Estefanía Gómez à la basse. Le design du format physique est réalisé par Anabel Perujo, une artiste tongienne. Dès la première semaine de sa sortie physique et numérique, il devient le deuxième album le plus vendu en Espagne, derrière Arctic Monkeys.

## Discographie

### Albums studio
- 2012 :  Rollitos de primavera (caseros y con cariño)[6]

### EP
- 2011 : Lapislázuli (EP)[6]
- 2024 :  Encore (EP)

### Singles
- 2015 :  Culpa y castigo
- 2016 : Fin
- 2018 : Gran hermano
- 2019 : Esparto
- 2019 : Un golpe de suerte
- 2020 : La grieta
- 2021 : Suave
- 2021 : Caramelo
- 2023 : San Juan